# シンガーズ・アンリミテッド
ザ・シンガーズ・アンリミテッド（The Singers Unlimited）は、アメリカのシカゴで結成された4人組のジャズ・コーラス・グループ。1970年代に活躍し、多重録音の技術を用いた美しいアカペラ・コーラスで人気を博した。

## 略歴
ジーン・ピュアリングは、ハイ・ローズという男性コーラス・グループを率いて活動していたが、1964年に解散。そして、ドン・シェルトン、レン・ドレスラー、紅一点のボニー・ハーマンを加えて、1967年にザ・シンガーズ・アンリミテッドを結成。オスカー・ピーターソンの薦めによりドイツのMPSレーベルと契約し、1971年にアルバム『ア・カペラ』でデビューを果たす。ピーターソンとは1973年のアルバム『イン・チューン』で共演している。1981年までの間に15枚のアルバムを残すが、とりわけ『ア・カペラ』（1971年）と『クリスマス』（1972年）の人気が高い。

## 特徴
ザ・シンガーズ・アンリミテッドは当初、アメリカにおけるコマーシャル媒体製作のために結成されたグループが発展したものである。人前でのライブ演奏を想定せず、それぞれのパートを重ね録りする、1人が複数パートを歌い4声を越えるハーモニーを作るなど、多重録音の技術を前提としたハーモニーを構築している。

## メンバーとパート
- ジーン・ピュアリング（Gene Puerling）- バス/バリトン、アレンジ、リーダー
- レン・ドレスラー（Len Dresslar）- テナー
- ボニー・ハーマン（Bonnie Herman）- ソプラノ
- ドン・シェルトン（Don Shelton）- バリトン

## 選曲
「エイプリル・イン・パリス」「時の過ぎゆくまま」「ラウンド・ミッドナイト」「クライ・ミー・ア・リヴァー」といったジャズ・スタンダードが中心だが、『ア・カペラ』や『ア・カペラ2』では、ビートルズの曲も取り上げている。
1972年に発表された『クリスマス』は、本国アメリカではもちろん日本でもヒットし、クリスマスシーズンには様々な場所で耳にすることができる。

## ディスコグラフィ

### アルバム
- 『ア・カペラ』 - A Capella (1971年、MPS)
- 『クリスマス』 - Christmas (1972年、MPS)
- 『フォー・オブ・アス』 - Four of Us (1973年、MPS)
- 『イン・チューン』 - In Tune (1973年、MPS) ※with オスカー・ピーターソン・トリオ
- 『インヴィテイション』 - Invitation (1974年、MPS) ※with アート・ヴァン・ダム
- 『ア・カペラ2』 - A Capella II (1975年、MPS)
- 『フィーリング・フリー』 - Feeling Free (1975年、MPS) ※with パット・ウィリアムス・オーケストラ
- 『スペシャル・ブレンド』 - A Special Blend (1976年、MPS)
- 『センチメンタル・ジャーニー』 - Sentimental Journey (1976年、MPS)
- 『フレンズ』 - Friends (1977年、Pausa)
- 『愛のフィーリング』 - Eventide (1978年、MPS)
- 『ジャスト・イン・タイム』 - Just in Time (1978年、Pausa)
- 『ア・カペラ3』 - A Capella III (1980年、MPS)
- 『ザ・シンガーズ・アンリミテッド・ウィズ・ロブ・マッコネル・アンド・ザ・ボス・プラス』 - The Singers Unlimited with Rob McConnell and the Boss Brass (1979年、Pausa)
- 『イージー・トゥ・ラヴ』 - Easy to Love (1981年、Pausa)